# WebMatrix
WebMatrix （ウェブマトリックス）とはマイクロソフトが開発中の簡易Web開発環境ツールである。Windows上でのWebサイト構築・開発を容易に行うことができる。マイクロソフトのWebサーバであるIIS Developer Express と呼ばれる開発用のインターネット インフォメーション サービス (IIS) を含む。他に Web 用の開発フレームワークである ASP.NET および無償でかつ埋め込み可能な SQL Server Compact も搭載する。以前リリースされた ASP.NET Web Matrix とは全くの別のソフトウェアである。2011年1月11日、バージョン 1.0 が公開され、ダウンロードセンターから入手が可能だったが、2016年10月28日に、2017年11月1日付でのサポート終了がIIS.NET Forums上にて発表された。

## WebMatrix の特徴

### Web サイト開発の方法論に合致
Web 開発の潮流に合わせ、スクラッチで一から開発をする方法論と著名なオープンソース アプリケーションをまずはダウンロードし、それをカスタマイズする方法論の両方を想定している。このアプリケーション連携部分はすでに提供が開始されている Web プラットフォーム インストーラー (Web PI) と同じメカニズムを利用する。このため、オープンソース コミュニティが Windows Web アプリケーション ギャラリーに登録をした著名な CMS などを短時間で Windows 上に構築し、そのカスタマイズを WebMatrix のエディター機能で行うことができる。一覧の構築、開発、展開のプロセスを支援するために展開に関してはそのままホスティング プロバイダーにアプリケーションを展開する機能も搭載される予定である。 開発用のサーバへの展開も同様に行え、これは FTP、FTPS を用いて行うようになっている。

### PHP ベースのアプリケーションでも利用可能
Web PI でインストールできるのが ASP.NET ベースのアプリケーションだけでなく、著名なPHPアプリケーションも利用可能であるように、WebMatrix も同様に PHP ベースのアプリケーションをダウンロードし、MySQL のデータベースの編集を行うことが可能になっている。

### データベース機能を搭載
マイクロソフトのテクノロジーで Web サイトを構築する場合には、SQL Server Compact を SQL Server の他のエディションへの移行も容易であることからいずれ同社のクラウドサービスである SQL Azure への Web アプリケーション移行も容易に可能である。また、サイトの開発を同社の Visual Studio や Visual Web Developer に移行することも簡単にできるため、より強力で多機能なこれらのツールに開発を移していくことも可能である。

### Windows XP でも最新版の IIS を利用可能
IIS は Windows の OS 毎にバージョンが異なるため、これまでクライアント OS である Windows XP で最新のバージョンを扱えなかったが、WebMatrix をインストールすることで、Windows 7 や Windows Server 2008 R2 に搭載されている IIS 7.5 が開発用途として利用可能になる。ただし、動作原理は通常の IIS のように Windows のサービスとして動作するのではなく、別プロセスで WebMatrix から起動されるため、Windows 95 のころにあった Personal Web Server や Visual Studio の開発環境内でのアプリケーション実行で起動されるプロセスに近い。

### RazorView エンジンに対応
MVCモデルのVにあたるViewのエンジンとしてマイクロソフトが現在開発している“Razor” が利用可能である。このため、飛躍的にタイピング量の少ないコーディングも可能になっている。“Razor” の記法は @ から始まる特徴がある。この場合、ASP.NET MVC Framework を利用した開発になる。

## WebMatrix、ASP.NET Web Matrix、Visual Web Developer Express
以前、ASP.NET Web Matrix という似た名前のツールが開発されたが、統合開発環境である Visual Studio の無償エディションがより多く使われるようになり、現在では利用されることが少なくなった。現在も無償版の Visual Studio Express エディションは存在するが、今回の WebMatrix はオープンソース Web アプリケーションのインストール機能が搭載されているなど位置づけが異なるものになっている。

## システム必要条件
- 対応 OS[2][3]：Windows 7, Windows Vista SP1 以上、Windows XP SP3 以上、Windows Server 2003 SP2 以上、Windows Server 2008、 Windows Server 2008 R2。
- インターネット接続環境